# Julius Garreis
Julius Garreis (1. října 1838 Libočany – 16. listopadu 1898 Děčín) byl rakouský a český advokát a politik německé národnosti, v závěru 19. století poslanec Českého zemského sněmu.

## Biografie
Profesí byl advokátem v Děčíně. Narodil se roku 1838 v rodině státního úředníka v Libočanech. Vystudoval práva na Karlo-Ferdinandově univerzitě v Praze, kde získal v červenci 1864 titul doktora práv. Působil jako advokát, usadil se v Děčíně. Od roku 1878 zasedal v obecním zastupitelstvu Děčína. Byl rovněž členem místní školní rady. Od roku 1881 byl městským radním, přičemž post zastával nepřetržitě až do své smrti. Od roku 1874 také působil jako člen okresního zastupitelstva a roku 1884 se stal okresním starostou.
V 80. letech 19. století se zapojil i do zemské politiky. V doplňovacích zemských volbách v září 1887 byl vyslán na Český zemský sněm za městskou kurii (obvod Děčín, Podmokly, Kamenice, Chřibská). Mandát tu obhájil v řádných volbách roku 1889. Uvádí se jako německý liberál (takzvaná Ústavní strana, později Německá pokroková strana). Na mandát rezignoval a v doplňovací volbě v únoru 1892 ho ve sněmu nahradil August Fournier.
Zemřel v listopadu 1898 po krátké, bolestivé nemoci.